# Вільям Сімпсон
Ві́льям Сі́мпсон  (англ. Will Simpson, 9 червня 1959) — американський вершник, олімпійський чемпіон.

## Виступи на Олімпіадах
| Олімпіада  | Дисципліна       | Місце              |
| ---------- | ---------------- | ------------------ |
| Пекін 2008 | конкур, особисті | 16T (кваліфікація) |
| Пекін 2008 | конкур, командні | 1                  |